# Питем
Питем (на нидерландски: Pittem) е селище в Северозападна Белгия, окръг Тийлт на провинция Западна Фландрия. Населението му е около 6600 души (2006).

## Известни личности
Родени в Питем
- Фердинанд Вербийст (1623 – 1688), мисионер